# 817
| 817                |
| ------------------ |
| Dødsfald - Fødsler |
|                    |

| Gregoriansk kalender | 817 DCCCXVII            |
| Ab urbe condita      | 1570                    |
| Armensk kalender     | 266 ԹՎ ՄԿԶ              |
| Kinesiske kalender   | 3513 – 3514 丙申 – 丁酉 |
| Etiopisk kalender    | 809 – 810               |
| Jødisk kalender      | 4577 – 4578             |
| Hindukalendere       |                         |
| - Vikram Samvat      | 872 – 873               |
| - Shaka Samvat       | 739 – 740               |
| - Kali Yuga          | 3918 – 3919             |
| Iransk kalender      | 195 – 196               |
| Islamisk kalender    | 201 – 202               |

Se også 817 (tal)